# Pruebas y Refutaciones
Pruebas y Refutaciones es un libro escrito por Imre Lakatos — filósofo de las matemáticas y  de la ciencia — exponiendo su visión del desarrollo y progreso del conocimiento matemático. El libro está escrito como una serie de diálogos socráticos en los cuales participa un profesor y un grupo de estudiantes (quienes llevan el nombre de las letras del alfabeto griego) que debaten sobre la  demostración de la Característica de Euler; tal como es definida para un poliedro. 

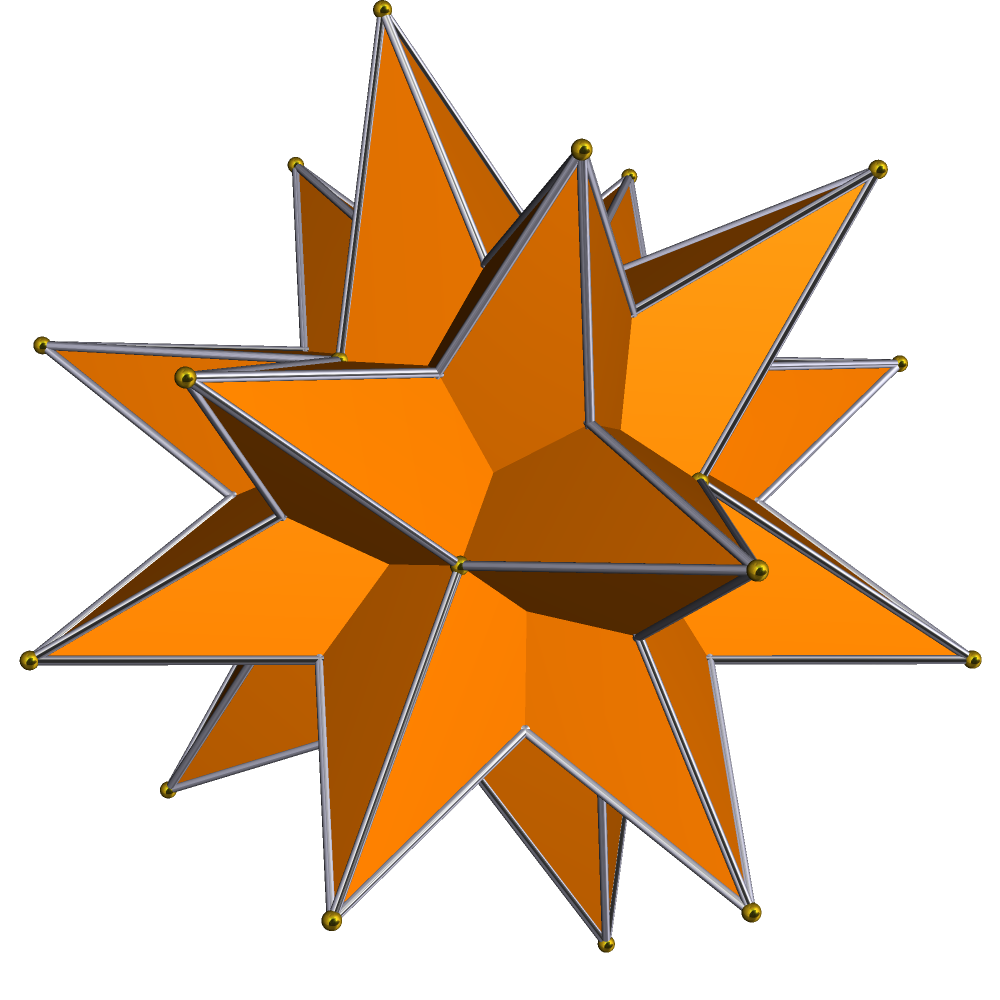
Poliedro

Un punto central del libro es que las definiciones no están talladas en mármol, sino que, a menudo, tienen que ser corregidas a la luz de conocimientos adquiridos posteriormente, en particular, demostraciones falladas. Esto le da a las matemáticas un estilo más bien experimental. Al final de la introducción, Lakatos explica que su propósito es desafiar el formalismo en matemáticas, y para mostrar que las “matemáticas informales” crecen por una lógica de "pruebas y refutaciones". En las palabras de Lakatos: las matemáticas «no se desarrollan mediante un monótono aumento del número de teoremas indubitablemente establecidos, sino mediante la incesante mejora de las conjeturas, gracias a la especulación y a la crítica, siguiendo la lógica de pruebas y refutaciones».
Muchas ideas lógicas importantes se explican en el libro. Por ejemplo, se discute la diferencia entre un contraejemplo a un Lema (un llamado contraejemplo local) y un contraejemplo a la conjetura específica bajo ataque (un contraejemplo global, en este caso  "a la característica de Euler") 
Lakatos aboga por un estilo diferente de libro de texto, un estilo que utilice la heurística. A los críticos que dicen que sería demasiado largo, él responde: "La respuesta a este argumento es pedestre: Veamos” 
El libro incluye dos apéndices. En la primera, Lakatos da ejemplos del proceso heurístico en el descubrimiento matemático. En el segundo, contrasta los enfoques  deductivistas y heurísticos y proporciona un análisis heurístico de algunos conceptos generado por "prueba", tales como el de convergencia uniforme, la función de variación acotada (o limitada), y la definición de Medida exterior de un conjunto medible.
El libro ha sido traducido a más de 15 idiomas, incluido el chino, el coreano y el serbocroata, y entró en su segunda edición en chino en 2007.
Aunque el libro está escrito como una narrativa, en realidad desarrolla un verdadero método de investigación, el de "pruebas y refutaciones".

## El Método de Pruebas y refutaciones
En el Apéndice I, Lakatos resume este método en las siguientes etapas:
1.- Conjetura Primitiva: propuesta inicial "ingenua". Por ejemplo, en un poliedro cualquiera, el número de caras, menos el número de aristas y más el de vértices es igual a 2 (Más  formalmente: {\displaystyle C-A+V=2\,\!})
2.- La “prueba”: un experimento mental o argumento, en todo caso no sofisticado,  que descompone la conjetura primitiva en subconjecturas.
3.- Emergencia de  contraejemplos "Globales”  a la conjetura primitiva. 
4.-Reexaminación de la  “Prueba”: se descubre el "lema culpable" contra el cual el contraejemplo global es solo un "contraejemplo local". Este lema culpable previamente había permanecido "oculto" o quizá había sido identificado erróneamente. Ahora se le hace explícito, y construido o integrado como una condición o asunción en la conjetura primitiva. Una nueva —mejorada- conjetura (ahora llamada  teorema) sustituye a la conjetura primitiva con un nuevo concepto “generado por prueba o demostración” como su nueva característica primordial.
Lakatos continua a dar otras etapas que pueden, a veces, tener lugar:
A) Examen de las demostraciones de otros teoremas para ver si el lema recién descubierto o el nuevo concepto generado por prueba se produce en ellos: este concepto puede ser encontrado en las encrucijadas de diferentes demostraciones, y por lo tanto aparece como de importancia fundamental.
B) Se examinan las consecuencias, hasta ahora aceptadas, de la conjetura original y ahora refutada.
C) Contraejemplos se convierten en nuevos ejemplos - se abren nuevos campos de investigación.